# Пролив Десятого Градуса
Проли́в Деся́того Гра́дуса (англ. Ten Degree Channel) — пролив в Индийском океане. Проходит по 10° северной широты, от которой и получил своё название. Отделяет Андаманские острова (о. Малый Андаман) от Никобарских островов (о. Кар-Никобар) и соединяет Андаманское море с Бенгальским заливом. Ширина — около 140 км. Глубины до 1280 м.